# Космос-2348
Космос-2348 је један од преко 2400 совјетских вјештачких сателита лансираних у оквиру програма Космос.
Космос-2348 је лансиран са космодрома Плесецк, Русија, 15. децембра 1997. Ракета-носач Сојуз је поставила сателит у орбиту око планете Земље. 